# Bill Chmielewski
William Chmielewski, detto Bill (Detroit, 12 dicembre 1941), è un ex cestista statunitense.

## Carriera
Ha vinto il National Invitation Tournament 1962 con la University of Dayton. Ha poi lasciato il college dopo due stagioni per trasferirsi ai Philadelphia Tapers in American Basketball League. È stato selezionato al Draft NBA 1964 dai Cincinnati Royals come 17ª assoluta, ma non ha mai giocato in NBA.

## Palmarès
- Campione NIT (1962)
- MVP NIT (1962)